# Sarconimba liberiphaga
Sarconimba liberiphaga är en tvåvingeart som beskrevs av Andy Z. Lehrer 2005. Sarconimba liberiphaga ingår i släktet Sarconimba och familjen köttflugor.
Artens utbredningsområde är Liberia. Inga underarter finns listade i Catalogue of Life.